# Alkham
Alkham is een civil parish in het bestuurlijke gebied Dover, in het Engelse graafschap Kent met 688 inwoners.